# Čelechovice na Hané
Čelechovice na Hané là một làng thuộc huyện Prostějov, vùng Olomoucký, Cộng hòa Séc.